# 교황 베네딕토 4세
교황 베네딕토 4세(라틴어: Benedictus PP. IV, 이탈리아어: Papa Benedetto IV)는 제117대 교황(재위: 900년 2월 1일 ~ 903년 7월)이다.
로마 태생으로 맘마루스의 아들이다. 10세기 역사학자 플로도아르트는 그에게 ‘위대한’이라는 수식어를 붙였는데, 그의 고귀한 출신과 특별히 고생하는 사람들에게 보인 관대함을 높이 평가했기 때문이다.
베네딕토 4세는 교황 포르모소에 의해 사제품을 받았는데, 나중에 교황 스테파노 6세가 즉위하면서 포르모소의 시신은 무덤에서 꺼내져 897년 시체 시노드의 법정에 회부되는 사태가 벌어졌다. 베네딕토 4세는 전임자인 교황 요한 9세와 마찬가지로 포르모소가 집전한 모든 서품과 성사의 유효성을 인정하였다. 901년 카롤링거 왕조가 역사 속으로 사라지자, 베네딕토 4세는 교황 레오 3세의 사례를 따라 프로방스의 루트비히에게 신성 로마 제국의 황제의 대관식을 거행해 주었다. 그러나 루트비히는 902년 프리울리의 베렝가르에게 패하여 영원히 이탈리아를 떠나는 서약을 하고 물러났다. 또한 그는 랭스의 대주교 풀크를 살해한 플랑드르 백작 보두앵 2세를 파문하였으며, 프랑스 주교들에게 이 사실을 그 나라 전역에 공표하게 하였다. 베네딕토 4세는 903년 여름에 로마에서 선종하였으며, 그의 시신은 성 베드로 대성전 앞에 매장되었다. 베네딕토 4세의 선종 후 교황직은 당파 싸움의 표적이 되었다.